# Schwarzhorn (Fleimstaler Alpen)
Das Schwarzhorn ⓘ (italienisch Corno Nero) ist ein 2439 m hoher Berg in den Fleimstaler Alpen an der Grenze zwischen Südtirol und dem Trentino (Italien). Zusammen mit seinem benachbarten Zwillingsberg, dem Weißhorn, ist er durch seine isolierte Lage weithin sichtbar.

## Lage und Umgebung
Das Schwarzhorn ist ein sich frei erhebender Berg, der im Norden über das Jochgrimm mit dem etwas niedrigeren Weißhorn 2317 m verbunden ist. Zwei kurze Gratausläufer führen nach Nordosten zum Lavazèjoch und nach Südosten ins Val di Gambis hinab, hinter denen sich der Zanggen erhebt. Nach Süden fällt der Bergaufbau ins Fleimstal bei Cavalese ab. Ein relativ langer Grat, der selbst über einige unbedeutende Erhebungen verfügt, führt zunächst nach Südwesten, später nach Westen ins Gebiet des San-Lugano-Sattels.
Die politische Grenze zwischen Südtirol und dem Trentino läuft in Nordost-Südwest-Richtung über den Gipfel. Die Südtiroler Seite gehört zum Gebiet der Gemeinde Aldein, die Trentiner zur Gemeinde Ville di Fiemme.

## Alpinismus
Das Schwarzhorn ist vom Jochgrimm aus relativ schnell über den steilen aber unschwierigen Nordostgrat erreichbar. Eine andere Route mit mehreren Zustiegsmöglichkeiten von Radein und vom Jochgrimm aus führt über den Südwestgrat zum Gipfel.

## Name
Dem rötlich-grauen Bozener Quarzporphyr des Gipfelaufbaus, der in farblich deutlichem Gegensatz zum Dolomitgestein des benachbarten Weißhorns steht, verdankt das Schwarzhorn seinen Namen. Erstmals erwähnt erscheint der Berg im Jahr 1411 in der Phrase an dem Schwarzenperg, 1426 in aus dem Schwarczenhoren. Im Atlas Tyrolensis aus der zweiten Hälfte des 18. Jahrhunderts verzeichneten ihn die Kartographen als Schwarzhorn B.